# بيثاني ألين
بيثاني ألين (بالإنجليزية: Ann Bethany Allen)‏ هي دراجة أمريكية، ولدت في 6 أكتوبر 1982.

## وصلات خارجية
- بيثاني ألين على موقع الاتحاد الدولي للدراجات (الإنجليزية)
- بيثاني ألين على موقع إحصائيات الدراجات الإحترافية (الإنجليزية)
- بيثاني ألين على موقع نسبة الدراجات (الإنجليزية)